# Agnete Marcussen
Agnete Marcussen (født 22. september 1999 i Nibe) er en kvindelig dansk fodboldspiller, der spiller forsvar for Como Women i Serie A.
Hun har spillet for FC Thy-Thisted Q siden sommeren 2017, hvor hun var med til at oprykke klubben til landets bedste kvindelige fodboldrække 3F-Ligaen, for første gang i klubbens historie. Ligeledes har hun været fast spiller i klubbens startopstilling i samtlige liga- og pokalkampe. Marcussen var også med til at spillet Thy-Thisted i deres første pokalfinale i Sydbank Kvindepokalen 2019-20. I finalen tabte holdet dog 0-1 til FC Nordsjælland. Året efter vandt hun sin første pokaltitel i selvsamme turnering.
Hun er desuden enægget tvilling og holdkammerat til Beate Marcussen, der spiller i forsvaret. Sammen skifter de fra sommeren 2022 til storklubben HB Køge, lige så vel som de har spillet i de samme klubber sammen hidtil.

## Meritter

### Klub
FC Thy-Thisted Q
- DBUs Landspokalturnering for kvinder
  - Guld: 2021
  - Sølv: 2020